# Wolfgang Schäfer (Jurist)
Wolfgang Schäfer (* 26. November 1944 in Detmold) ist ein deutscher Jurist. Von 1998 bis 2006 war er Direktor des Landschaftsverbandes Westfalen-Lippe (LWL).
Nach dem Besuch des Gymnasiums Leopoldinum in Detmold studierte Schäfer in Münster Jura und legte dort das Staatsexamen ab. Anschließend war er zunächst Angestellter im Rechtsdezernat der Westfälischen Wilhelms-Universität Münster, dann wechselte er in den Planungsstab des Oberstadtdirektors der Stadt Dortmund. Ab 1981 war er für den Landschaftsverband Westfalen-Lippe (LWL) tätig, zunächst als persönlicher Referent des Direktors, später als Stellvertreter des Dezernenten in der LWL-Krankenhausabteilung. Im Jahr 1988 verließ Schäfer den LWL zunächst wieder und wurde Sozialdezernent der Stadt Herne, 1991 übernahm er dieselbe Funktion für die Stadt Dortmund, im Jahr 1993 wurde er zusätzlich zum Stadtdirektor gewählt. 
Nach seiner Wahl zum Direktor des Landschaftsverbandes Westfalen-Lippe im Frühjahr 1998 (als Nachfolger von Manfred Scholle) kehrte Schäfer im Juli 1998 zum LWL zurück. In die achtjährige Amtszeit Schäfers fielen die Überlegungen der von Wolfgang Clement (SPD) geführten Landesregierung von Nordrhein-Westfalen im Jahr 1999, die Landschaftsverbände abzuschaffen. Schäfer engagierte sich stark gegen das Vorhaben und geriet darüber auch mit Parteifreunden in Streit. Das Vorhaben der Landesregierung wurde letztlich nicht umgesetzt. Im Sozialbereich des LWL wurde in Schäfers Amtszeit insbesondere der ambulante Bereich in der Psychiatrie erweitert. Im Museumsbereich konnte das Westfälische Klostermuseum in Dalheim eröffnet werden, große Ausstellungen über die Karolingerzeit 1999 in Paderborn und über Herculaneum in Haltern 2005 wurden realisiert. Von den zahlreichen Unternehmensbeteiligungen des LWL wurden einige aufgegeben. Zum Nachfolger des SPD-Mitglieds Schäfer wurde im März 2006 der CDU-Politiker Wolfgang Kirsch gewählt, der am 1. Juli 2006 neuer Direktor des LWL wurde. 
Im September 2010 übernahm Wolfgang Schäfer als Nachfolger von Klaus Anderbrügge die Geschäftsführung der Stiftung Westfalen-Initiative.

## Ehrungen
Im Juni 2006 erhielt Schäfer als „Anerkennung seiner außergewöhnlichen Verdienste“ die höchste Auszeichnung des LWL, die Freiherr-vom-Stein-Medaille in Gold. Er war der erste LWL-Direktor, der diese Auszeichnung erhielt. 
Im Februar 2008 wurde ihm als Mitglied des Kuratoriums der Fachhochschule Münster die „Ehrennadel der Fachhochschule Münster“ verliehen. 
Im März 2014 erhielt er gemeinsam mit Ferdinand Esser den Ehrenring des Rheinlandes, die höchste Auszeichnung des Landschaftsverbandes Rheinland (LVR). Der Verband würdigte damit Schäfers Bemühungen um die Beibehaltung der Landschaftsverbände.
Schäfer wurde im Oktober 2014 die Ehrenmitgliedschaft der Lebenshilfe verliehen. Schäfer war in den Jahren 2008 bis 2013 ehrenamtlicher Landesvorsitzender des Landesverbandes Nordrhein-Westfalen der Lebenshilfe.